# Batahan I
Batahan I is een bestuurslaag in het regentschap Mandailing Natal van de provincie Noord-Sumatra, Indonesië. Batahan I telt 1070 inwoners (volkstelling 2010).